# Lee Millar
Lee C. Millar est un acteur canadien né le 13 juin 1924 à Vancouver, Colombie-Britannique (Canada), décédé le 21 septembre 1980 à Studio City (Californie, États-Unis).

## Filmographie
- 1955 : La Belle et le Clochard (Lady and the Tramp) : Tony (voix)